# كارلوس غرينا
كارلوس غرينا مواليد 12 يناير 1971 في بايامون، هو ملاكم بورتوريكي يصنف ضمن فئة وزن الريشة. شارك في دورة الألعاب الأولمبية الصيفية.

## الميداليات
| الميدالية | المسابقة                    |
| --------- | --------------------------- |
| فضية      | دورة الألعاب الأمريكية 1991 |

## روابط خارجية
- كارلوس غرينا على موقع بوكس ريك (الإنجليزية) (registration required)
- كارلوس غرينا على موقع أوليمبيديا (الإنجليزية)